# 켄들

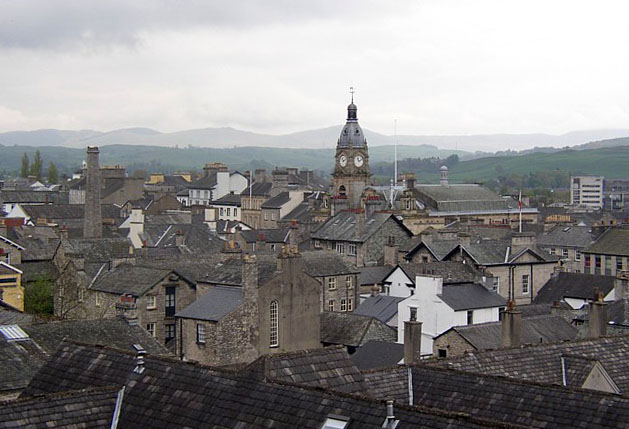

켄들(Kendal)은 잉글랜드 컴브리아주의 도시이다.